# Parque de los Castillos (Alcorcón)
Los Castillos es un parque urbano construido en 1991 en el barrio de San José de Valderas, Alcorcón (municipio de Madrid, España). Se considera el centro cultural del barrio, donde destacan los Castillos de Valderas, el Museo de Arte en Vidrio de Alcorcón (MAVA) y el conjunto escultórico de Carlos Armiño, El Refugio de la Vida. 

## Ubicación
Se localiza al noreste de la localidad madrileña de Alcorcón en el barrio de San José de Valderas. El parque está delimitado por la calle los Lirios y las avenidas de la Libertad y los Castillos. Se encuentra a 9 minutos caminando de la estación de Joaquín Vilumbrales de metro y a 17 de la estación de Puerta del Sur. Además, se encuentra a 13 minutos desde la estación  de San José de Valderas de cercanías. También se puede llegar a él a través de las líneas 2,450, 514 y 560 de autobuses.

## Los Castillos de San José de Valderas
El parque de los Castillos del barrio de San José de Valderas se construyó en 1991, cuando el Ayuntamiento de Alcorcón comenzó un proyecto de reforma tras adquirir la finca donde se ubicaban los Castillos de San José de Valderas, construidos en 1917. 

### Orígenes de Los Castillos de San José de Valderas (1917-1936)

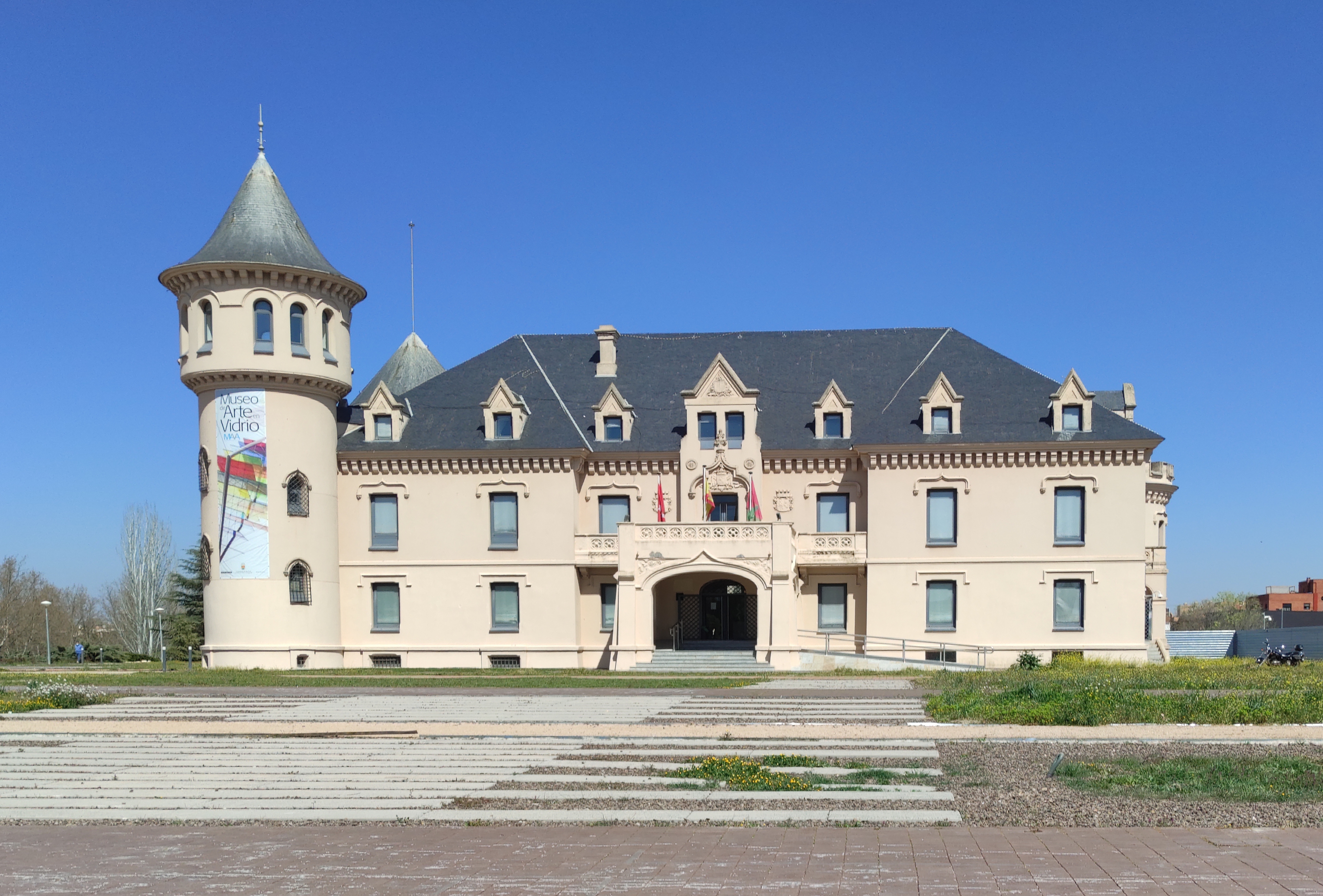
Los castillos de San José de Valderas

A principios del siglo XX, fue destinado al regimiento de artillería en Cuatro Vientos José Sanchiz de Quesada, marqués del Vasto, conde de Piedrabuena y Villaminaya, y conocido en Alcorcón como marqués de Valderas (por estar casado con Isabel Arróspide y Álvarez, marquesa de Valderas). Hacia 1916 compró unas fincas próximas a su regimiento y mandó construir unos "castillos" o palacios para vivir con su familia. Los edificios fueron encargados al arquitecto Luis Sainz de los Terreros.  El palacio principal, de estilo sajón, se inauguró en 1917. Al lado, construyó otros dos más pequeños, uno pequeño dedicado a capilla particular bajo la advocación de San José y otro destinado a la servidumbre. Por estos castillos pasaron importantes personalidades de principios del siglo XX, como el rey Alfonso XIII, el dictador Primo de Rivera o el infante Carlos de Borbón, abuelo materno del rey Juan Carlos I.
El marqués de Valderas fue un gran benefactor del municipio financiando en 1919 la instalación eléctrica, en 1925 las primeras dos aulas escolares y en 1935 facilitó los terrenos necesarios para la conducción del agua potable, además subvencionó los primeros equipos de fútbol. Por todo ello fue nombrado Hijo Adoptivo y Alcalde Honorario Perpetuo de Alcorcón.

### Periodo de la Guerra Civil (1936-1939)
Con el estallido de la Guerra Civil en 1936, los castillos fueron abandonados por los marqueses de Valderas. Además, a partir del 4 de noviembre de 1936 se estableció en el castillo principal un cuartel general de primera línea de la zona sublevada, debido a su proximidad al campamento de Carabanchel. Poseía una emisora dirigida por Gregorio Marañón, hijo.  En él se instalaron Francisco Franco y Emilio Mola durante las ofensivas sobre Madrid.

### Declive del complejo de los castillos (1939-1985)

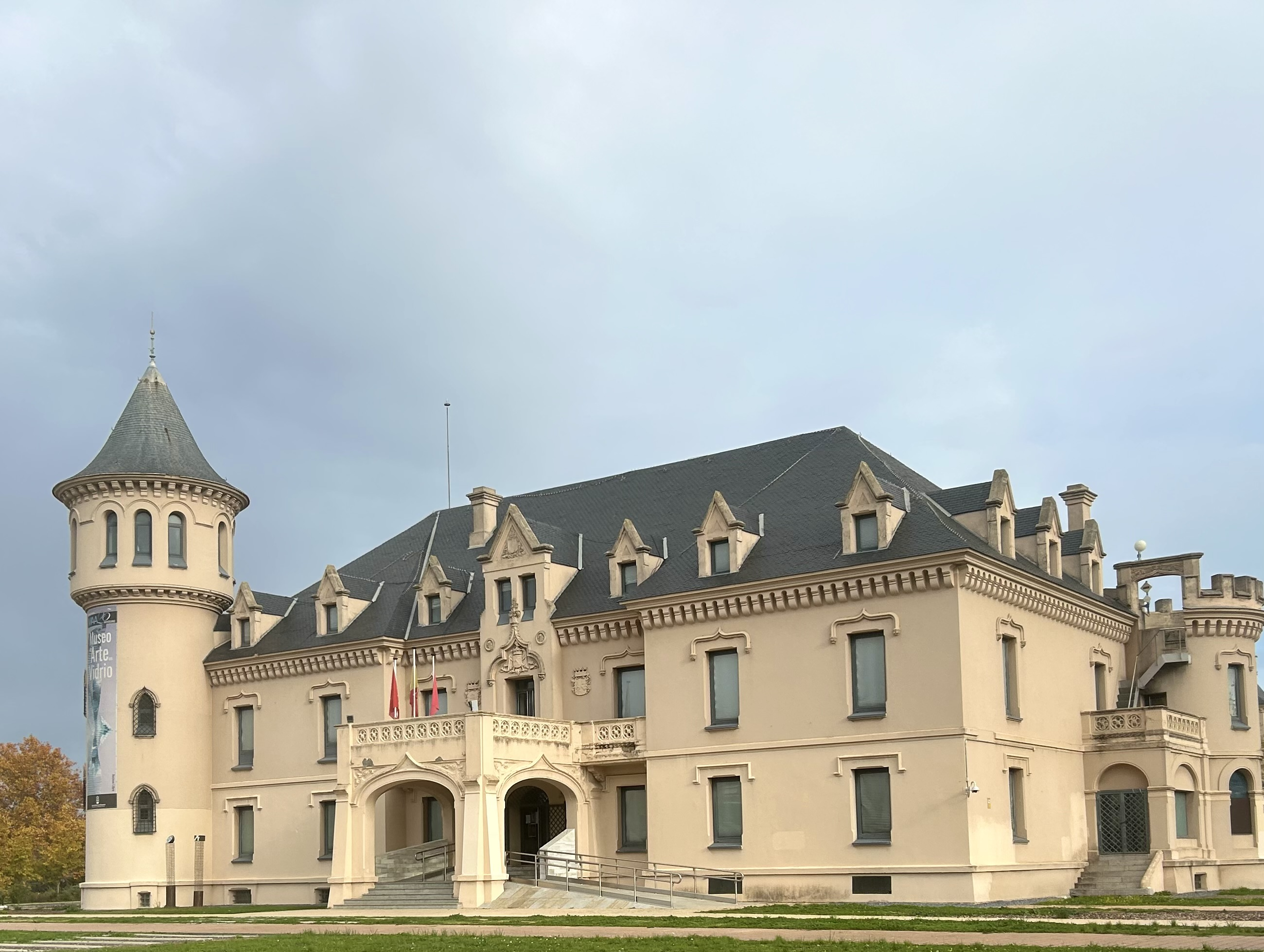
El Castillo de San José de Valderas, situado en Alcorcón (Madrid, España), es un edificio histórico de estilo neogótico-mudéjar

Acabada la Guerra Civil, los castillos quedaron abandonados y, pese a su imponente presencia, cayeron en la ruina. En los años 50 los Castillos de Valdecuervo, pasan a denominarse Castillos de San José de Valderas. Dos años después, en 1952, fallece José Sanchiz de Quesada. Con su muerte, la finca de 270 hectáreas y los edificios valorados en 5.250.000 pesetas se vendieron de la mano de su hija Mª Jacinta Sanchiz de Arróspide a la constructora Sanahuja. Un año después, el 1 de abril de 1958, se puso la primera piedra del barrio de San José de Valderas. Entonces ya solo quedaban dos palacios ya que, el tercero quedó destrozado tras un incendio.  
Desde la década de los 60, el complejo pasó  por varios usos (almacén de materiales de construcción, oficinas de empresa constructora y piso piloto). Incluso, las monjas de la congregación  de las Hermanas del Amor de Dios se instalaron allí de forma temporal para dar clases en las que enseñaban a los niños de la zona. Tras la marcha de las monjas, comenzó el declive total de los palacios. Fueron definitivamente abandonos y poco a poco sufrieron un gran deterioro hasta llegar a un estado ruinosos.

### Adquisición del ayuntamiento (1985-1988)
Debido al estado de los castillos, el Ayuntamiento de Alcorcón comenzó el proceso de adquisición de los castillos en 1985 pero no fue oficial hasta 1988, cuando el VI marqués de Valderas, Hipólito Sanchiz y Núñez-Robres, donó los castillos al Ayuntamiento. En enero de 1991, el Ayuntamiento encargó un proyecto de reforma y restauración a los arquitectos Enrique Fombella y Eduardo Paniagua. La idea fundamental del proyecto consistía en la conservación de la imagen externa y ambiental de los castillos, mientras que los interiores fueran completamente renovados con modernas instalaciones y adecuadas al uso cultural. El proyecto se aprobó en el pleno con un presupuesto de 1.000 millones de pesetas (seis millones de euros) y un plazo de 22 meses de ejecución. En la reforma de estos edificios participaron además dos escuelas Taller del Ayuntamiento de Alcorcón, que emplearon a unos 300 jóvenes. Además, se derrumbó definitivamente el tercer castillo dado su estado de deterioro y escaso valor arquitectónico.  
Desde 1997, el palacio principal alberga el Museo de Arte en Vidrio de Alcorcón. El edificio de servicio, mucho más pequeño, está dedicado a cursos, talleres, seminarios y actividades culturales, a través de la Concejalía de Cultura y Participación. Además, está pendiente de resolución la solicitud para declarar a los Castillos de Valderas Bien de Interés Cultural (BIC) presentada en fecha de su centenario (2017).

## Museo de Arte de Vidrio de Alcorcón (MAVA)
El Museo de Arte en Vidrio de Alcorcón (MAVA)  es un museo de arte contemporáneo con obras internacionales creadas en todo o en parte con vidrio. Se encuentra en el castillo principal, que tiene una superficie total de 2.200 metros cuadrados, y está dotado con elementos de supresión de barreras arquitectónicas con rampas de acceso y ascensores entre plantas.
El MAVA nace en 1997 a iniciativa del escultor Javier Gómez con el objetivo de dar a conocer el vidrio como material en la plástica contemporánea, convirtiendo a la ciudad de Alcorcón en referente nacional e internacional del arte contemporáneo en vidrio. En principio, la colección permanente del museo está formada por obras procedentes de dos fuentes de ingreso: por un lado, la donación que hizo la Sra. Takako Sano de más de sesenta obras de su colección privada y por otra, el conjunto de 107 obras donadas de manera directa por los artistas.
Además, el MAVA busca difundir este arte no solo a través de las obras expuestas en sus salas, sino también por medio de otras alternativas como las exposiciones temporadas, las conferencias, encuentros y mesas redondas, las visitas guiadas a grupos, los talles con vidrio para escolares y adultos, viajes de estudios de vidrio y la participación en la celebraciones importantes como la Semana de la Ciencia, Días de Europa, Semana de la Mujer.

## El Refugio de la Vida:Carlos Armiño
En el año 2005, el exalcade socialista Enrique Cascallana encargó al escultor burgalés Carlos Armiño elaborar una conjunto de esculturas con el fin de exponerlas a lo largo de todo el Parque de los Castillos. El conjunto de 16 esculturas creadas en hormigón, recibe el nombre de El Refugio de la Vida y se pueden apreciar dentro del parque a lo largo de la Avenida de los Castillos. 

Se puede encontrar una explicación más detallada de la obra artística en el libro de La Escultura pública en Alcorcón, escrito en el año 2008 por el crítico de arte Juan Botella Pombo, con fotografías de Ciuco Guitérrez, y editado por la Concejalía de Cultura del Ayuntamiento de Alcorcón.

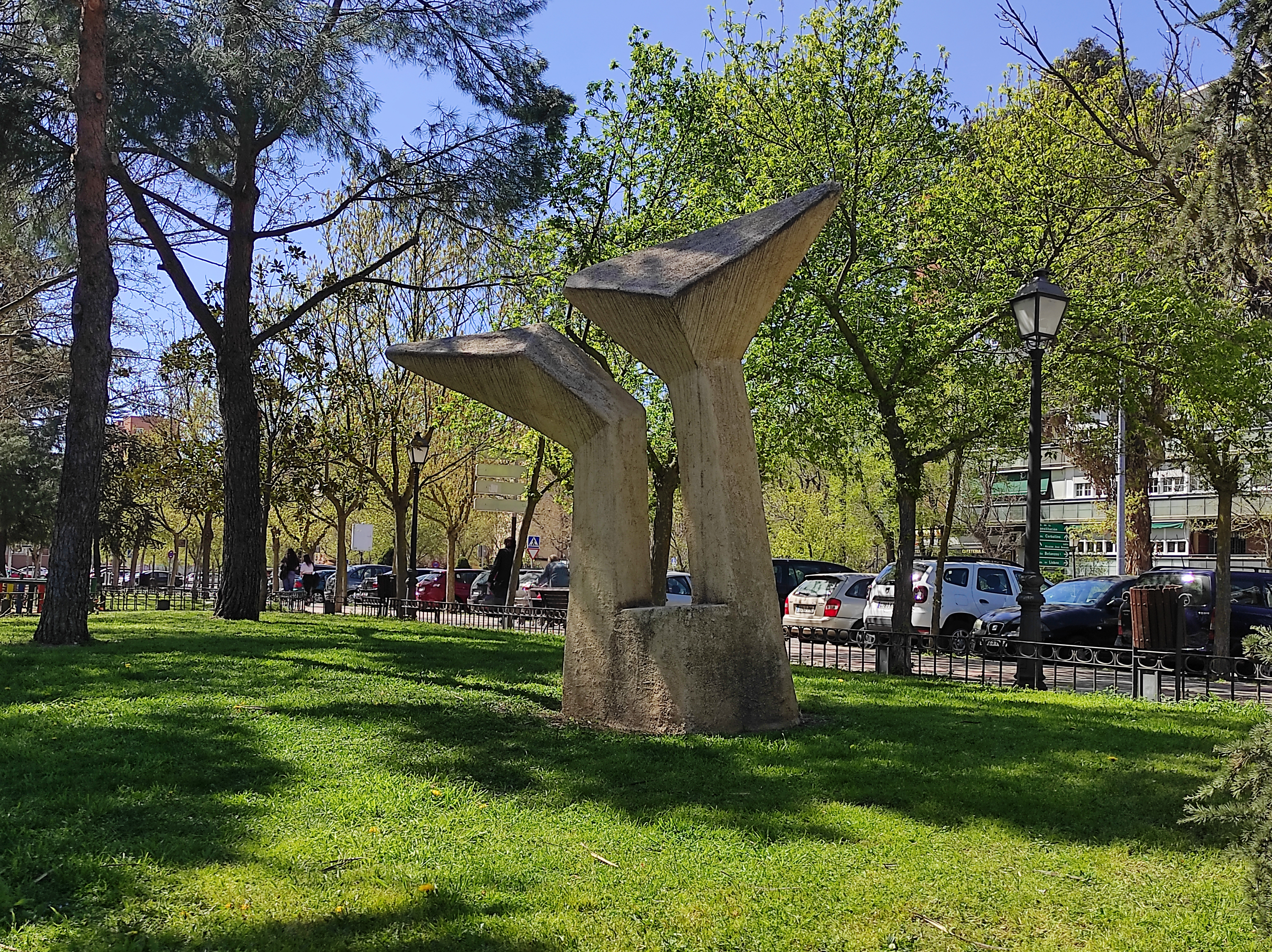
Escultura de Carlos Armiño

## El Centro de Creación de las Artes de Alcorcón (CREAA)
En el año 2007, el exalcalde Enrique Cascallana puso en marcha la construcción del Centro de Creación de las Artes de Alcorcón (CREAA) dentro del Parque de los Castillos. El complejo se componía de nueve edificios a lo largo de una extensión de 66.000 metros cuadrados. Sin embargo, la crisis económica española (2008-2014) obligó al ayuntamiento a tener que paralizar su construcción. En el año 2011, el exalcalde David Pérez cerró el proyecto debido a las consecuencias que supuso la recesión para el gobierno local del municipio. En 2022 el Ministerio de Igualdad y el Ayuntamiento de Alcorcón anuncian la inversión de 32 millones de euros para crear un centro de referencia contra la violencia machista. Además, se siguen buscando otras alternativas complementarias para dar solución de uso al espacio.